# Козакова, Ольга Игоревна
О́льга И́горевна Козако́ва (род. 14 марта 1951, Одесса) — советская волейболистка, игрок сборной СССР (1975—1976). Серебряный призёр Олимпийских игр 1976, чемпионка Европы 1975, чемпионка СССР 1976. Нападающая. Мастер спорта СССР международного класса (1973).

## Биография
В 1969—1980 выступала за команду «Буревестник»/МедИн (Одесса). В её составе:
- бронзовый призёр чемпионата СССР 1971;
- победитель розыгрыша Кубка СССР 1974.

Чемпионка СССР 1976 в составе сборной СССР. Чемпионка (1975) и бронзовый (1971) призёр Спартакиад народов СССР в составе сборной Украинской ССР.
Двукратный победитель Всемирных универсиад (1973, 1977) в составе студенческой сборной СССР.
В национальной сборной СССР в официальных соревнованиях выступала в 1975—1976 годах. В её составе:
- серебряный призёр Олимпийских игр 1976;
- чемпионка Европы 1975.

## Источник
- Волейбол. Энциклопедия/Сост. В. Л. Свиридов, О. С. Чехов. Томск: Компания «Янсон» — 2001.